# Álvaro Alexander Recoba Rivero
Álvaro Alexander Recoba Rivero, «El Chino» (Montevideo, 17 de març del 1976), és un exfutbolista professional uruguaià que va jugar com a davanter principalment a l'Inter de Milà i amb la seva selecció. És pare del també futbolista Jeremia Recoba.

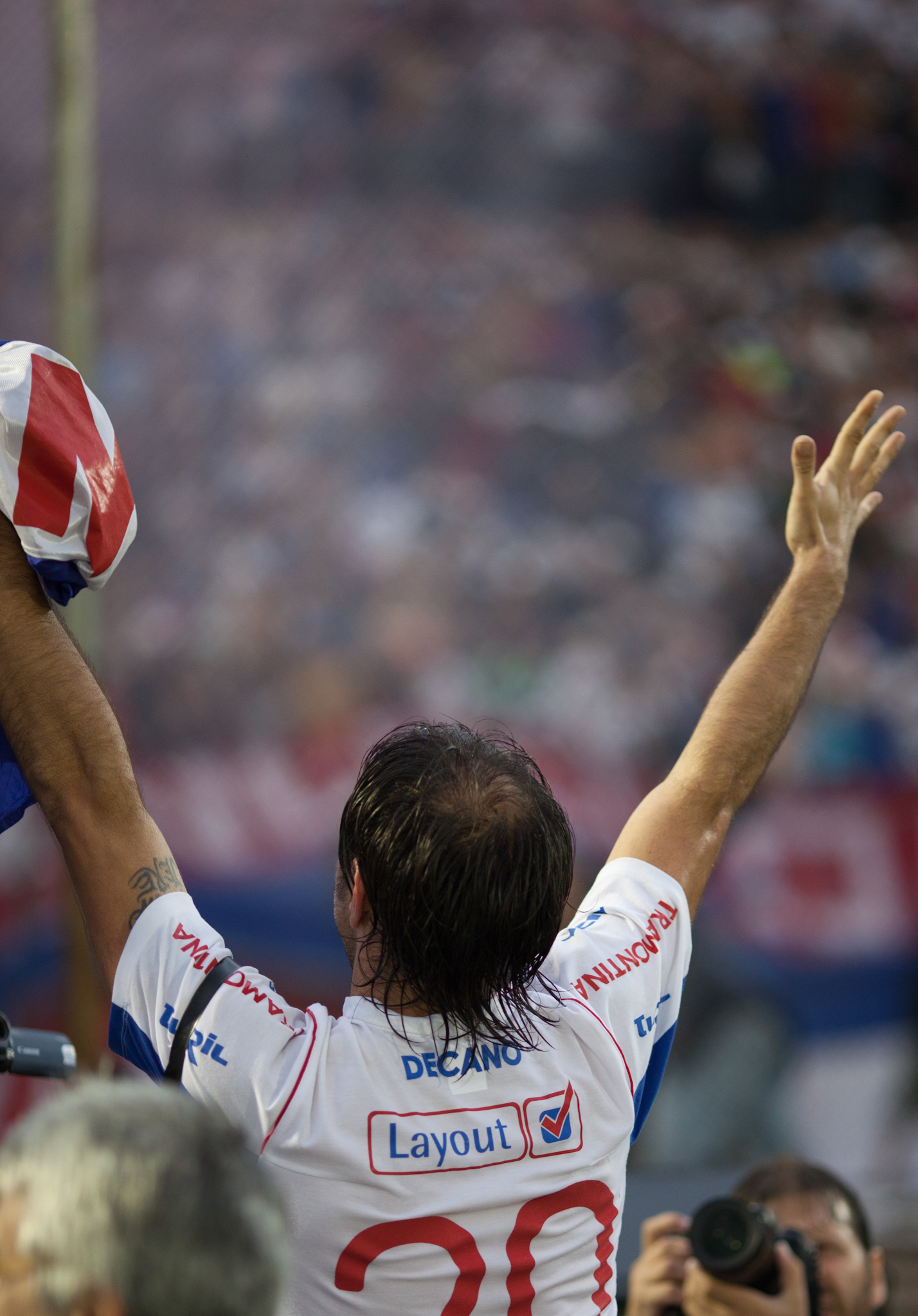
Recoba a Nacional